# Thymus almijarensis
Thymus almijarensis là một loài thực vật có hoa trong họ Hoa môi. Loài này được Ruíz Torre & Ruíz Cast. miêu tả khoa học đầu tiên năm 1992.